# عوفر كسيف
عوفر كاسيف (بالعبرية: עופר כסיף) (من مواليد 25 ديسمبر 1964 ) هو دكتور في الفلسفة السياسية، محاضر وناشط يساري راديكالي، وعضو في الكنيست عن الجبهة اليهودية العربية للتغيير في الكنيست الحادية والعشرين.

## سيرة ذاتية
ولد عوفر كاسيف في ريشون ليتسيون وتعلم في مدرسة شالمون الابتدائية والجميناسيا الرئيالية في المدينة  . منذ فترة شبابه انجذب لأفكار كارل ماركس والاشتراكية ، وفي جيل 16 عام التحق بحركة شلي الشبابية. خدم بالجيش في وحدة ناحال، وفي وحدة المظليين نحال، بعد انتهاء فترة خدمته توجه لدراسة اللقب الأول بموضوع الفلسفة في الجامعة العبرية . وعمل رسالة الدكتوراة في الفلسفة السياسية في كلية لندن للاقتصاد وما بعد الدكتوراه في جامعة كولومبيا في نيويورك ، وشغل منصب مساعد برلماني للأمين العام للحزب الشيوعي، مائير فيلنر. خلال الانتفاضة الأولى، كان أول رافض للخدمة العسكرية في المناطق المحتلة وسُجن. تقديراً له، منحته منظمة يش غفول في عام 2012 بأن يكون أحد حاملي الشعلة في حفل إضاءة الشعلات البديلة. ثم بدأ بالتقرب من حزب الجبهة الديمقراطية للسلام والمساواة.
عمل محاضرًا في مجال السياسة والحكم في الكلية التحضيرية بالجامعة العبرية وكذلك مدرساً خارجياً في قسم العلوم السياسية في الجامعة العبرية، ، وكذلك شغل منصب محاضر في الكلية الأكاديمية تل أبيب-يافا  وشغل منصب أستاذ مساعد في قسم الإدارة والسياسة الخارجية في كلية سابير.
لكسيف تصريحات عديدة ضد الناشطين اليمينيين وحكومة بنيامين نتنياهو. في 28 ديسمبر عام 2015، ردا على إجراء تعديل على القانون على وجوب الإفصاح من قبل متلقي الدعم من كيان سياسي أجنبي. وصف كسيف في منشور له على الفيسبوك وزيرة العدل، ايليت شاكيد ب"حثالة النازيين الجدد". فقامت شكيد بتقديم شكوى للشرطة، وقالت: اليوم تم تجاوز الخط الرفيع بين حرية التعبير وبين خطاب التحريض، الذي يلوث الخطاب العام". رفض كسيف الاعتذار عن منشوره. في 5 أكتوبر 2016، خلال مقابلة مع نشطاء مؤيدين للفلسطينيين، وصف كاصف أفيغدور ليبرمان بأنه "سليل أدولف". في 8 مارس 2017 وصف اليهود المهاجرين إلى جبل الهيكل "بالسرطان النقيلي الذي ينبغي القضاء عليه بيد من حديد. ووصف نشطاء من حركة إم ترتسو ب "حثالة وقمامة".  وقارن أثناء محاضرة ألقاها في الكلية التحضيرية الأكاديمية للجامعة العبرية بين القوانين التي تحاول حكومة نتنياهو سنها وبين قوانين ألمانيا النازية في سنوات الثلاثين. خلال مسيرات العودة في 2018 صرّح في محاضرة ألقاها في تل أبيب، بأنه في "الخطاب الإسرائيلي أعطت الحكومة الإسرائيلية الشرعية لقتل العرب، هكذا نتدهور إلى الهاوية الألمانية التي كانت قبل 80 عاما."  . 
بعد تقاعد دوف حنين تم اختيار كسيف في المركز الثالث في قائمة الجبهة الديمقراطية للسلام والمساوة. وفي 6 مارس، 2019 قررت أن لجنة الانتخابات المركزية إلغاء ترشحه للكنيست. ولكن المحكمة العليا لم توافق على إلغاء الترشيح  ودخل كسيف الكنيست.
في 11 نوفمبر 2024 قررت لجنة السلوكيات في الكنيست إبعاد عوفر كسيف 6 أشهر وحجب راتبه لمدة أسبوعين. وذلك بعد خلفية تصريحاته المتعلقة بالحرب على غزة وانضمامه إلى دعوى جنوب إفريقيا على إسرائيل محكمة العدل الدولية.

## الحياة الشخصية
عوفر كاسيف يعيش في رحوفوت، متزوج ولديه ولد.